# Agathis rubens
Agathis rubens är en stekelart som beskrevs av Vladimir Ivanovich Tobias 1963. Agathis rubens ingår i släktet Agathis och familjen bracksteklar. Inga underarter finns listade i Catalogue of Life.